# Balnearia
Balnearia is een plaats in het departement San Justo, provincie Córdoba, Argentinië. De plaats, die bij de meest recente volkstelling 6843 inwoners telde, heeft een fris en vrij vochtig klimaat met temperaturen tussen de 19 en 40 graden in de zomer en maximaal 15 graden in de winter. Er valt jaarlijks 700 mm regen (ongeveer evenveel als in Nederland). De gemeente heeft een oppervlakte van 479,72 hectare en bevat veel natuurschoon in de vorm van oerbossen. Er komen onder meer poemas, reigers, wilde katten en rose flamingo's voor. 

## Geboren
- Luciano Vietto (1993), voetballer